# Kano og kajak under sommer-OL 2012 – C-2 1000 meter mænd
Mændenes C-2 1000 meter under Sommer-OL 2012 blev afviklet den 7. og 9. august 2012 på Eton Dorney.

## Resultater

### Heats

#### Heat 1
| Nr. | Atleter                           | Nation           | Tid      | Noter |
| --- | --------------------------------- | ---------------- | -------- | ----- |
| 1   | Peter Kretschmer Kurt Kuschela    | Tyskland (GER)   | 3:34.435 | Q     |
| 2   | Alexey Korovashkov Ilya Pervukhin | Rusland (RUS)    | 3:37.568 |       |
| 3   | Huang Maoxing Li Qiang            | Kina (CHN)       | 3:38.483 |       |
| 4   | Jaroslav Radoň Filip Dvořák       | Tjekkiet (CZE)   | 3:38.711 |       |
| 5   | Marcin Grzybowski Tomasz Kaczor   | Polen (POL)      | 3:38.759 |       |
| 6   | Alex Haas Jake Donaghey           | Australien (AUS) | 3:52.589 |       |

#### Heat 2
| Nr. | Atleter                                   | Nation             | Tid      | Noter |
| --- | ----------------------------------------- | ------------------ | -------- | ----- |
| 1   | Sergiy Bezugliy Maksim Prokopenko         | Aserbajdsjan (AZE) | 3:38.042 | Q     |
| 2   | Erlon Silva Ronilson Oliveira             | Brasilien (BRA)    | 3:41.014 |       |
| 3   | Andrei Bahdanovich Aliaksandr Bahdanovich | Hviderusland (BLR) | 3:42.599 |       |
| 4   | Alexandru Dumitrescu Victor Mihalachi     | Rumænien (ROU)     | 3:43.787 |       |
| 5   | Serguey Torres José Carlos Bulnes         | Cuba (CUB)         | 3:44.341 |       |
| 6   | Fortunato Pacavira Nelson Henriques       | Angola (ANG)       | 4:16.478 |       |

### Semifinaler

#### Semifinale 1
| Nr. | Atleter                                   | Nation             | Tid      | Noter |
| --- | ----------------------------------------- | ------------------ | -------- | ----- |
| 1   | Alexey Korovashkov Ilya Pervukhin         | Rusland (RUS)      | 3:36.456 | Q     |
| 2   | Andrei Bahdanovich Aliaksandr Bahdanovich | Hviderusland (BLR) | 3:36.540 | Q     |
| 3   | Alexandru Dumitrescu Victor Mihalachi     | Rumænien (ROU)     | 3:36.551 | Q     |
| 4   | Marcin Grzybowski Tomasz Kaczor           | Polen (POL)        | 3:37.695 |       |
| 5   | Alex Haas Jake Donaghey                   | Australien (AUS)   | 3:52.018 |       |

#### Semifinale 2
| Nr. | Atleter                             | Nation          | Tid      | Noter |
| --- | ----------------------------------- | --------------- | -------- | ----- |
| 1   | Huang Maoxing Li Qiang              | Kina (CHN)      | 3:37.746 | Q     |
| 2   | Jaroslav Radoň Filip Dvořák         | Tjekkiet (CZE)  | 3:37.839 | Q     |
| 3   | Serguey Torres José Carlos Bulnes   | Cuba (CUB)      | 3:41.619 | Q     |
| 4   | Erlon Silva Ronilson Oliveira       | Brasilien (BRA) | 3:42.101 |       |
| 5   | Fortunato Pacavira Nelson Henriques | Angola (ANG)    | 4:18.543 |       |

### Finaler

#### Finale B
| Nr. | Atleter                             | Nation           | Tid      | Noter |
| --- | ----------------------------------- | ---------------- | -------- | ----- |
| 1   | Marcin Grzybowski Tomasz Kaczor     | Polen (POL)      | 3:37.692 |       |
| 2   | Erlon Silva Ronilson Oliveira       | Brasilien (BRA)  | 3:41.484 |       |
| 3   | Alex Haas Jake Donaghey             | Australien (AUS) | 3:50.782 |       |
| 4   | Fortunato Pacavira Nelson Henriques | Angola (ANG)     | 4:15.497 |       |

#### Finale A
| Nr. | Atleter                                   | Nation             | Tid      | Noter |
| --- | ----------------------------------------- | ------------------ | -------- | ----- |
| 1   | Peter Kretschmer Kurt Kuschela            | Tyskland (GER)     | 3:33.804 |       |
| 2   | Andrei Bahdanovich Aliaksandr Bahdanovich | Hviderusland (BLR) | 3:35.206 |       |
| 3   | Alexey Korovashkov Ilya Pervukhin         | Rusland (RUS)      | 3:36.414 |       |
| 4   | Sergiy Bezugliy Maksim Prokopenko         | Aserbajdsjan (AZE) | 3:37.219 |       |
| 5   | Jaroslav Radoň Filip Dvořák               | Tjekkiet (CZE)     | 3:37.601 |       |
| 6   | Serguey Torres José Carlos Bulnes         | Cuba (CUB)         | 3:42.357 |       |
| 7   | Alexandru Dumitrescu Victor Mihalachi     | Rumænien (ROU)     | 3:43.005 |       |
| 8   | Huang Maoxing Li Qiang                    | Kina (CHN)         | 3:48.930 |       |